# Ben Thomson (Fußballspieler)
Benjamin „Ben“ Thomson (* 8. Juni 1913 in Saltcoats, Schottland; † 12. November 1940 im Atlantischen Ozean) war ein schottischer Fußballspieler.

## Karriere und Leben

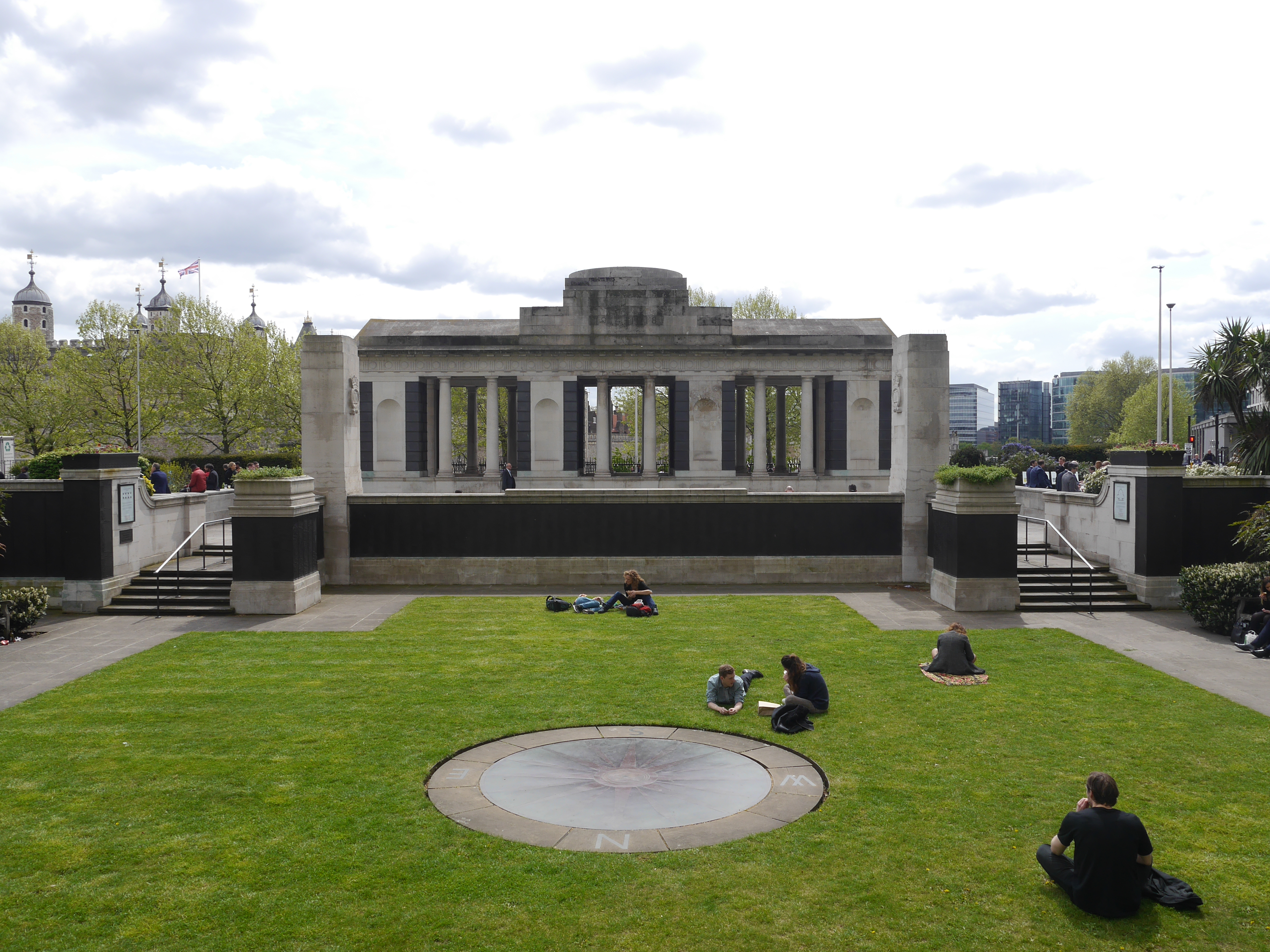
Merchant Seamen’s Memorial

Der in Saltcoats, einer Kleinstadt an der Westküste von Schottland geborene Thomson, begann seine Fußballkarriere bei den Kilwinning Rangers aus der gleichen Region North Ayrshire. Ab 1935 spielte er für den FC Kilmarnock aus der Nachbarregion East Ayrshire in der Scottish Football League. Sein Debüt gab er am 5. Januar 1935 im Erstligaspiel gegen den Airdrieonians FC. Bis zum Ende der Saison absolvierte er neun weitere Ligaspiele. In der Spielzeit 1936/37 wurde er Stammspieler in der Mannschaft der „Killies“ unter Trainer Hugh Spence. Am 2. Spieltag gelang ihm sein erstes Tor, als er gegen Third Lanark bei einem 3:2-Auswärtssieg im Cathkin Park traf. Nachdem Jimmy McGrory das Traineramt in der Sommerpause 1937 übernommen hatte, blieb Thomson fester Bestandteil der Mannschaft. In der Saison 1937/38 entging der Verein nur knapp dem Abstieg in die zweite Liga, erreichte allerdings das Pokalfinale. Nach einem 1:1 im ersten Finalspiel, verlor Kilmarnock das Wiederholungsfinale gegen den Zweitligisten FC East Fife mit 2:4 nach Verlängerung in dem Thomson im Spielverlauf ein Tor erzielt hatte. Sein letztes Spiel absolvierte er für Kilmarnock am 29. April 1939 bei einer 1:5-Niederlage im heimischen Rugby Park gegen den FC Clyde. In 191 Spielen der Division One erzielte er 44 Tore, davon traf er in neun Spielen jeweils doppelt.
Ben Thomson war verheiratet mit Catherine und war Vater eines Sohns und einer Tochter. Er diente während des Zweiten Weltkriegs als Feuerwehrmann und Kohlentrimmer in der Handelsmarine. An Bord des Dampfschiff SS Balmore wurde er im Einsatz getötet, als das Schiff von deutschen Flugzeugen im Atlantischen Ozean versenkt wurde. An Thomson wird auf dem Merchant Seamen’s Memorial in Tower Hill, London gedacht.